# Bulbophyllum origami
Bulbophyllum origami là một loài phong lan thuộc chi Bulbophyllum.